# Região Sul (Estados Unidos)
O Sul dos Estados Unidos (conhecidos localmente como American South, Dixie, Down South ou simplesmente the South, "o Sul") é uma região distinta, de grande extensão territorial, situada no sudeste e centro-sul dos Estados Unidos. Devido à herança cultural e histórica característica da região, incluindo influências indígenas, africanas, espanholas, inglesas, francesas, escocesas, irlandesas e alemãs, além da importação de milhões de escravos africanos e do crescimento desta grande parcela de afro-americanos na população local, bem como da dependência histórica da região do trabalho escravo e o legado da Confederação após a Guerra Civil Americana, o Sul desenvolveu os seus próprios costumes, literatura, estilos musicais (tais como a música country ou o jazz) e culinária, que moldaram de maneira profunda a cultura tradicional estadunidense.
A região, nas últimas décadas, tem-se industrializado e urbanizado, seduzindo migrantes de dentro e fora do país. A região é uma das com o mais rápido crescimento nos Estados Unidos; apesar disto, o Sul ainda apresenta um problema persistente de pobreza, e todos os seus estados (com exceção da Virgínia e da Flórida) têm uma taxa de pobreza maior do que a média estadunidense. A pobreza prevalece principalmente nas áreas rurais.
A região Sul também tem influenciado consideravelmente as políticas presidenciais (com a maioria dos presidentes americanos sendo originários desta região).

## Demografia
É a região mais populosa dos Estados Unidos. Representa cerca de 38% de toda a população do país. O estado do Texas é o mais populoso da região juntamente com a cidade de Houston, a mais populosa da região e do estado.
| Pos. | Estado             | População (2020) |
| ---- | ------------------ | ---------------- |
| 1    | Texas              | 29.145.505       |
| 2    | Flórida            | 21.538.187       |
| 3    | Geórgia            | 10.711.908       |
| 4    | Carolina do Norte  | 10.439.388       |
| 5    | Virgínia           | 8.631.393        |
| 6    | Tennessee          | 6.910.840        |
| 7    | Maryland           | 6.177.224        |
| 8    | Carolina do Sul    | 5.118.425        |
| 9    | Alabama            | 5.024.279        |
| 10   | Luisiana           | 4.657.757        |
| 11   | Kentucky           | 4.505.836        |
| 12   | Oklahoma           | 3.959.353        |
| 13   | Arkansas           | 3.011.524        |
| 14   | Mississipi         | 2.961.279        |
| 15   | Virgínia Ocidental | 1.793.716        |
| 16   | Delaware           | 989.948          |
| —    | Washington, D.C.   | 689.545          |

## Clima
O clima na região sul dos EUA pode variar um pouco dependendo do estado em questão, mas em geral, é conhecido por seus verões quentes e úmidos e invernos moderados a frios.
Durante os meses de verão, as temperaturas médias na região sul podem chegar a mais de 30 graus Celsius, com níveis de umidade bastante elevados, o que pode tornar o clima bastante desconfortável. A região também é propensa a tempestades de verão, incluindo tempestades elétricas, tempestades tropicais e, ocasionalmente, furacões.
No inverno, as temperaturas na região sul geralmente variam de moderadamente frias a muito frias, dependendo do estado em questão. Em algumas áreas, como na Flórida, o inverno pode ser relativamente ameno, com temperaturas médias diárias entre 10 e 20 graus Celsius. Já em outras áreas, como nas montanhas do norte da Geórgia e do Tennessee, as temperaturas podem cair abaixo de zero grau Celsius durante os meses de inverno.
De maneira geral, a região sul dos EUA pode ser bastante agradável durante a primavera e o outono, quando as temperaturas são mais moderadas e a umidade é menor.

## Geografia
A região sul dos Estados Unidos é composta por 16 estados: Alabama, Arkansas, Carolina do Norte, Carolina do Sul, Delaware, Flórida, Geórgia, Kentucky, Luisiana, Maryland, Mississippi, Oklahoma, Tennessee, Texas, Virgínia e Virgínia Ocidental.
A região sul é caracterizada por uma grande diversidade geográfica, incluindo as Montanhas Apalaches no leste, as planícies costeiras do Atlântico e do Golfo, as planícies centrais dos estados do Texas e Oklahoma, e as cadeias montanhosas do oeste, como as Montanhas Rochosas.
A região também possui muitos rios importantes, como o Mississippi, o rio Colorado, o Rio Grande, o Tennessee e o Potomac. O clima da região sul varia de subtropical úmido na Flórida e no sul da Luisiana, a clima temperado continental nos estados do norte.
A região sul é conhecida por sua cultura rica e diversa, incluindo influências da África, Europa e América Latina. Há muitos marcos históricos e culturais importantes na região sul, como o centro histórico de Charleston, na Carolina do Sul, o French Quarter de Nova Orleans, Luisiana, e o Alamo em San Antonio, Texas.
Além disso, a região sul é um importante centro econômico dos Estados Unidos, com indústrias que vão desde a agricultura e pecuária até a produção de petróleo e gás natural. Grandes cidades como Atlanta, Dallas, Houston, Miami e Nashville são centros de negócios e culturais que atraem pessoas de todo o mundo.

## Agricultura
A região sul dos Estados Unidos é conhecida por sua agricultura diversificada, que inclui a produção de algodão, milho, soja, arroz, trigo, tabaco, frutas cítricas, frutas tropicais, frutos do mar e carne.
O clima quente e úmido da região favorece a produção de culturas como o algodão, que é uma das principais culturas do sul. O milho e a soja também são culturas importantes para a região sul dos EUA, e são frequentemente cultivadas em rotação com outras culturas.
Outra cultura importante na região sul dos EUA é o arroz, que é cultivado em grandes quantidades em estados como Arkansas, Luisiana e Texas. O trigo também é cultivado em algumas áreas, especialmente em estados mais ao norte, como Kansas e Oklahoma.
Além das culturas agrícolas, a região sul dos EUA também é conhecida por sua produção de frutas cítricas, como laranjas e grapefruits, que são cultivadas principalmente na Flórida.
A região sul dos EUA também é conhecida por sua produção de carne, especialmente de bovinos e suínos. A pecuária é uma importante atividade econômica em estados como Texas, Oklahoma e Missouri.
Em resumo, a agricultura da região sul dos Estados Unidos é diversificada e abrange uma ampla variedade de culturas e atividades, que são influenciadas pelo clima, topografia e outros fatores locais.

## Indústria

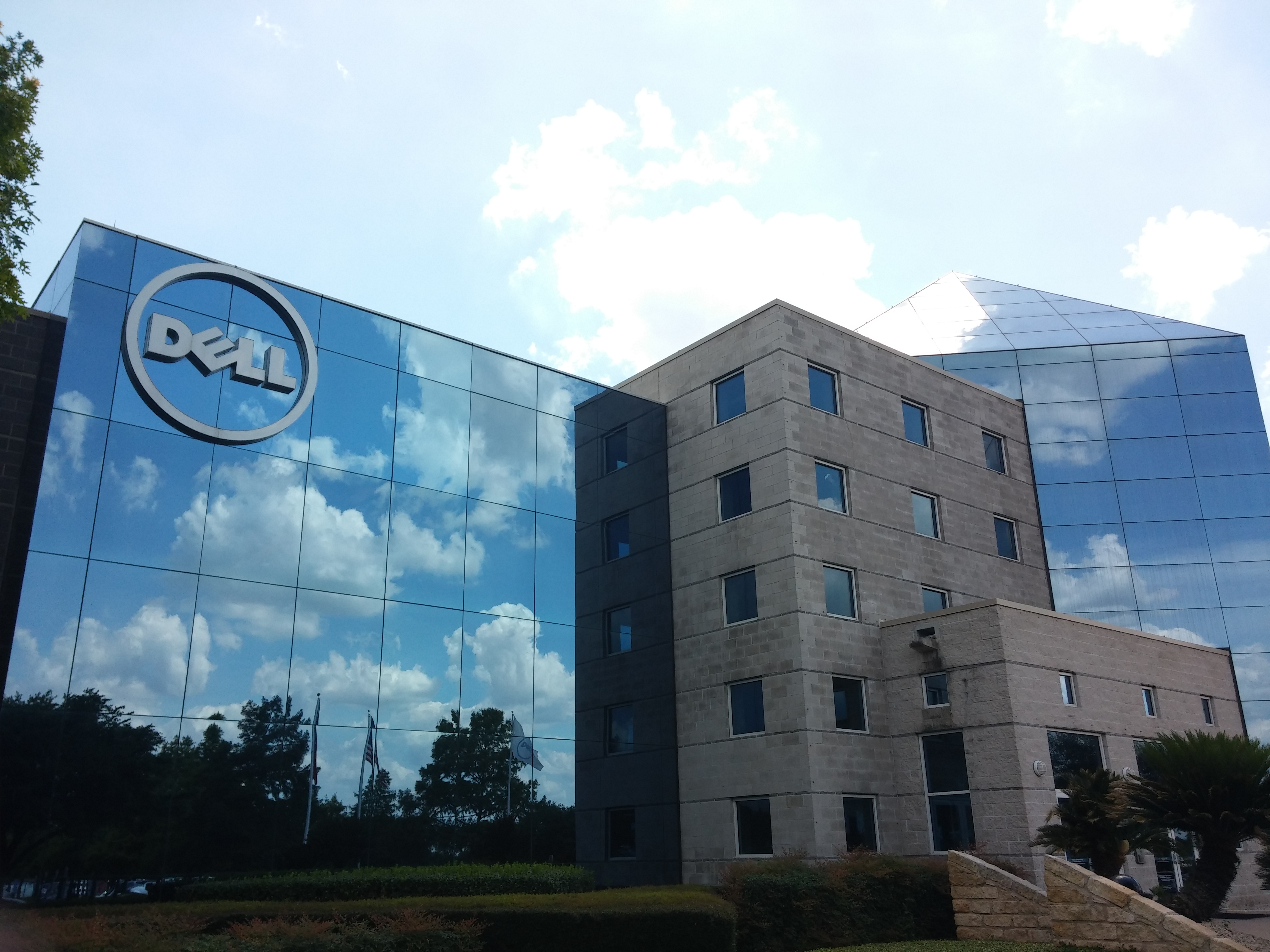
Sede da Dell, em Round Rock, Texas.

A região sul dos Estados Unidos também é conhecida por ter uma indústria diversificada que abrange desde a produção de bens manufaturados até a extração de recursos naturais.
Entre os principais setores industriais da região sul estão a indústria petroquímica, a indústria automotiva, a indústria aeroespacial, a indústria de tecnologia da informação, a indústria de defesa, a indústria siderúrgica e a indústria madeireira.
A indústria petroquímica é especialmente forte na região do Golfo do México, onde estão concentradas algumas das maiores refinarias de petróleo e gás natural do país. A indústria automotiva também é importante na região sul, com fábricas de montadoras como a General Motors, Tesla, Ford e Nissan.
A indústria aeroespacial tem uma forte presença no sul dos Estados Unidos, com a presença de grandes empresas como a Boeing, Lockheed Martin e NASA. A região também é um importante centro de tecnologia da informação, com empresas como a Dell, IBM e Microsoft tendo presença significativa na região.
A indústria de defesa é outra importante atividade econômica na região sul dos EUA, com a presença de grandes empresas como a Raytheon, Northrop Grumman e General Dynamics. A indústria siderúrgica e a indústria madeireira também têm uma presença significativa na região.
Em resumo, a indústria da região sul dos Estados Unidos é diversificada e abrange uma ampla variedade de setores, que são influenciados pelos recursos naturais, mão de obra qualificada, infraestrutura e outros fatores locais.